# Ronde van Spanje 2008/Derde etappe
De derde etappe van de Ronde van Spanje 2008 werd verreden op maandag 1 september 2008 over een afstand van 168,6 kilometer van Jaén naar Córdoba. Op het einde van de koers kunnen de renners een zware col van de derde categorie verwachtten, de laatste kilometers naar de finish gaan in een lange afdaling.

## Uitslag
| rang | renner            | land      | ploeg             | tijd       |
| ---- | ----------------- | --------- | ----------------- | ---------- |
| 1    | Tom Boonen        | België    | Quick-Step        | 4u 25' 24" |
| 2    | Daniele Bennati   | Italië    | Liquigas          | z.t.       |
| 3    | Erik Zabel        | Duitsland | Team Milram       | z.t.       |
| 4    | Koldo Fernández   | Spanje    | Euskaltel-Euskadi | z.t.       |
| 5    | Nicolas Roche     | Ierland   | Crédit Agricole   | z.t.       |
| 6    | Greg Van Avermaet | België    | Silence-Lotto     | z.t.       |
| 7    | Leonardo Duque    | Colombia  | Cofidis           | z.t.       |
| 8    | Sébastien Hinault | Frankrijk | Crédit Agricole   | z.t.       |
| 9    | Tom Stamsnijder   | Nederland | Gerolsteiner      | z.t.       |
| 10   | Lloyd Mondory     | Frankrijk | AG2R-La Mondiale  | z.t.       |

## Algemeen klassement
| rang | renner             | land      | ploeg             | tijd       |
| ---- | ------------------ | --------- | ----------------- | ---------- |
|      | Daniele Bennati    | Italië    | Liquigas          | 8u 56' 27" |
| 2    | Alejandro Valverde | Spanje    | Caisse d'Epargne  | op 7"      |
| 3    | Tom Boonen         | België    | Quick-Step        | op 10"     |
| 4    | Filippo Pozzato    | Italië    | Liquigas          | op 20"     |
| 5    | Egoi Martínez      | Spanje    | Euskaltel-Euskadi | op 22"     |
| 6    | Davide Rebellin    | Italië    | Gerolsteiner      | op 26"     |
| 7    | Iñigo Landaluze    | Spanje    | Euskaltel-Euskadi | z.t.       |
| 8    | Erik Zabel         | Duitsland | Team Milram       | op 27"     |
| 9    | Mauricio Ardila    | Colombia  | Rabobank          | z.t.       |
| 10   | Igor Antón         | Spanje    | Euskaltel-Euskadi | op 28"     |

## Nevenklassementen

### Puntenklassement
| rang | renner             | land      | ploeg            | punten |
| ---- | ------------------ | --------- | ---------------- | ------ |
|      | Alejandro Valverde | Spanje    | Caisse d'Epargne | 25     |
| 2    | Tom Boonen         | België    | Quick-Step       | 25     |
| 3    | Erik Zabel         | Duitsland | Team Milram      | 25     |

### Bergklassement
| rang | renner        | land   | ploeg             | punten |
| ---- | ------------- | ------ | ----------------- | ------ |
|      | Jesús Rosendo | Spanje | Andalucía-Cajasur | 8      |
| 2    | Manuel Ortega | Spanje | Andalucía-Cajasur | 6      |
| 3    | Paolo Bettini | Italië | Quick-Step        | 4      |

### Combinatieklassement
| rang | renner        | land   | ploeg             | punten |
| ---- | ------------- | ------ | ----------------- | ------ |
|      | Egoi Martínez | Spanje | Euskaltel-Euskadi | 31     |
| 2    | Paolo Bettini | Italië | Quick-Step        | 36     |
| 3    | Manuel Ortega | Spanje | Andalucía-Cajasur | 111    |

### Ploegenklassement
| rang | ploeg             | land   | tijd       |
| ---- | ----------------- | ------ | ---------- |
|      | Caisse d'Epargne  | Spanje | 26u 33'46" |
| 2    | Euskaltel-Euskadi | Spanje | op 1"      |
| 3    | Quick-Step        | België | op 3"      |

1e etappe ·
2e etappe ·
3e etappe ·
4e etappe ·
5e etappe ·
6e etappe ·
7e etappe ·
8e etappe ·
9e etappe ·
10e etappe ·
11e etappe ·
12e etappe ·
13e etappe ·
14e etappe ·
15e etappe ·
16e etappe ·
17e etappe ·
18e etappe ·
19e etappe ·
20e etappe ·
21e etappe

Startlijst · Eindstanden · Afbeeldingen
 winnaars · rode trui · 
 puntenklassement · 
 bergklassement · 
 combinatieklassement · 
 jongerenklassement · 
 ploegenklassement · 
 strijdlust

 Belgische leiderstruidragers · etappewinnaars

 Nederlandse leiderstruidragers · etappewinnaars
1935 · 1936 · 1937 · 1938 · 1939 · 1940 · 1941 · 1942 · 1943 · 1944 · 1945 · 1946 · 1947 · 1948 · 1949 · 1950 · 1951 · 1952 · 1953 · 1954 · 1955 · 1956 · 1957 · 1958 · 1959 · 1960 · 1961 · 1962 · 1963 · 1964 · 1965 · 1966 · 1967 · 1968 · 1969 · 1970 · 1971 · 1972 · 1973 · 1974 · 1975 · 1976 · 1977 · 1978 · 1979 · 1980 · 1981 · 1982 · 1983 · 1984 · 1985 · 1986 · 1987 · 1988 · 1989 · 1990 · 1991 · 1992 · 1993 · 1994 · 1995 · 1996 · 1997 · 1998 · 1999 · 2000 · 2001 · 2002 · 2003 · 2004 · 2005 · 2006 · 2007 · 2008 · 2009 · 2010 · 2011 · 2012 · 2013 · 2014 · 2015 · 2016 · 2017 · 2018 · 2019 · 2020 · 2021 · 2022 · 2023 · 2024 · 2025